# Квинт Ремий Палемон
Квинт Ремий Палаемон (на латински: Quintus Remmius Palaemon) е римски граматик от 1 век по време на управлението на императорите Тиберий и Клавдий.
Роден е в Виценция (днешна Виченца) и роб по произхождение. Впоследствие получава свободата си и преподава в училище в Рим. Смятан е за най-добрия граматик за своето време. Тиберий и Клавдий дават децата си да бъдат възпитавани от него.
Светоний го описва с арогантен характер, разточителен и надменен. Наричал Варон свиня. При него учат Квинтилиан, Персий и Плиний Стари.
Той умее да пише стихотворения. От книгите му по граматика, които са се ползвали през това време, няма съхранени в днешно време. В тях той давал съвети за дикцията, правилната употреба на различните думи, дава примери с думите варваризъм и солецизъм. Откритата през 15 век Ars grammatica от Джовани Понтано се смята, че е от него.